# Sylvanus Olympio

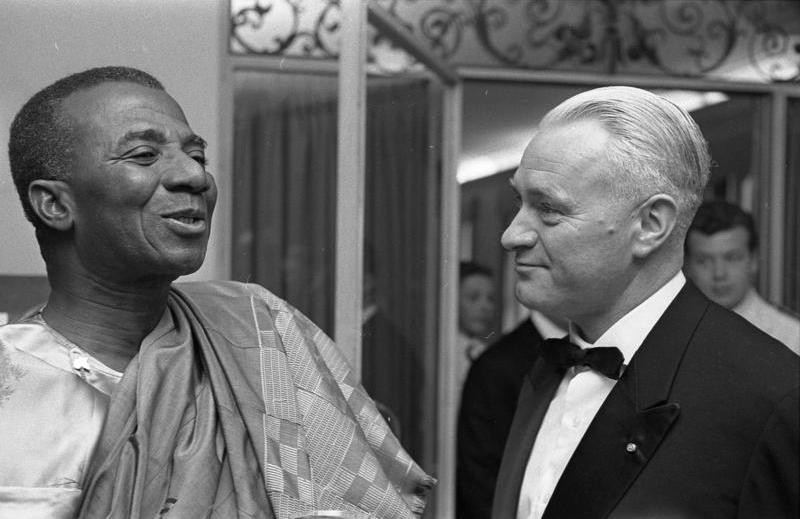
Sylvanus Olympio im Mai 1961 zu Besuch in München

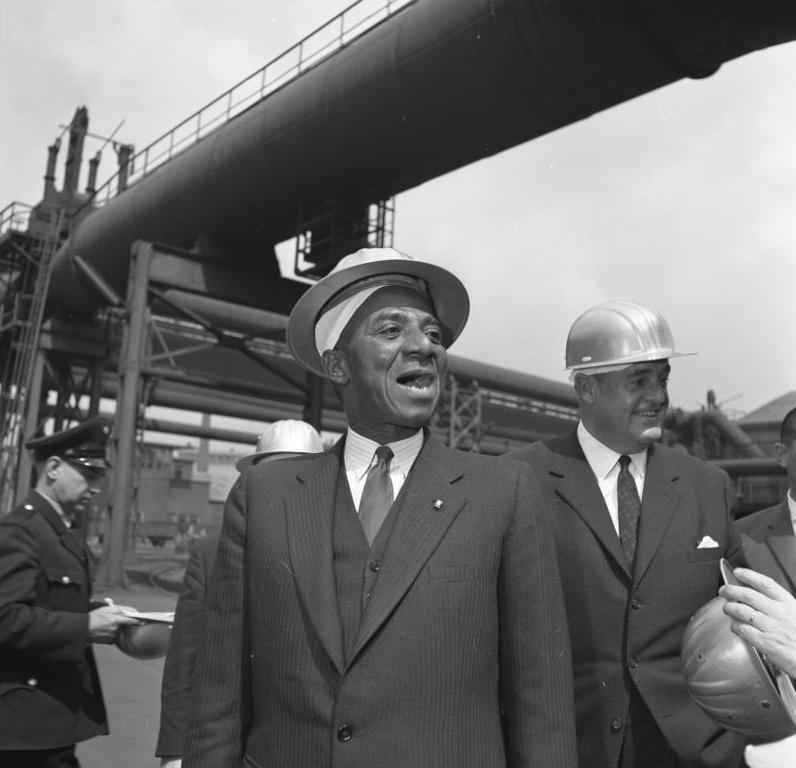
Sylvanus Olympio im Mai 1961 zu Besuch in Essen bei der Besichtigung der Krupp-Werke

Sylvanus Épiphanio Olympio (* 6. September 1902 in Lomé; † 13. Januar 1963 ebenda) war ein togoischer Politiker. Er war von der Unabhängigkeit Togos am 27. April 1960 bis zu seinem gewaltsamen Sturz Staatspräsident des Landes.

## Werdegang
Olympio entstammte einer afro-brasilianischen Familie, die der schwarzen Elite im französischen Afrika angehörte. Er wuchs in Lomé auf und studierte anschließend in England, wo er 1926 an der London School of Economics als Bachelor in Commerce abschloss. Er arbeitete erst als Buchhalter der United Africa Company (UAC), einer Gesellschaft der britischen Unilever und damals größtes Einzelunternehmen Westafrikas, ab 1929 in der togoischen Niederlassung und ab 1938 als Generalmanager für Togo.

## Politische Karriere
Olympios Interesse galt nunmehr verstärkt der Politik. 1942 wurde er in Djougou im Norden Dahomeys, dem heutigen Benin, inhaftiert. Er stand unter dem Verdacht, als Gaullist Opposition gegen das Vichy-Regime betrieben zu haben. Noch während des Zweiten Weltkriegs war er Mitbegründer und Vizepräsident der nationalistischen Partei Comité de l’unité togolaise (CUT), einer Partei der im südlichen Togo ansässigen Ewe, deren Gründung unmittelbar der Bedrohung einer möglichen politischen Infiltration durch das nationalsozialistische Deutschland entgegengerichtet war. 1946 wurde Olympio zum Vorsitzenden der Territorialversammlung von Französisch-Togo gewählt. In dieser Funktion geriet er ab 1947 zunehmend in Konflikt mit der französischen Kolonialregierung, da er sich stark für das Selbstbestimmungsrecht der Kolonien einsetzte. 1951 wurde er von Unilever nach Frankreich versetzt, beendete seine Arbeit dort aber nach einer Niederlage seiner Partei in den 1951 stattfindenden Wahlen. Die folgenden Wahlen 1955 sowie das Referendum von 1956 boykottierte seine Partei unter dem Vorwurf der Wahlmanipulation durch die französische Mandatsmacht, vor den Vereinten Nationen strengte aber unter anderem Olympio neue, faire Wahlen in Togo an. Diese Wahlen wurden am 27. April 1958 abgehalten und brachten der CUT eine Mehrheit in der Territorialversammlung.
Als Nachfolger von Nicolas Grunitzky wurde er am 16. Mai 1958 zum Premierminister von Togo gewählt. Nach der Entlassung in die Unabhängigkeit am 27. April 1960 wurde Olympio erster Staatspräsident der Republik Togo. Bis zum 12. April 1961 behielt er auch das Amt des Ministerpräsidenten.

## Militärputsch und Ermordung
Die bereits 1956 durchgeführte Volksabstimmung hatte eine Abspaltung eines nun zum Nachbarstaat Ghana gehörenden Landesteiles zur Folge gehabt. Ghanas Präsident Kwame Nkrumah deutete mehrfach an, dass auch das restliche Gebiet Togos früher oder später als siebte Provinz an Ghana fallen würde. In der Folge suchten die jeweiligen Oppositionspolitiker den seit 1956 schwelenden Konflikt zu vertiefen und paktierten mit dem jeweiligen Präsidenten des Nachbarstaates, so war auch Antoine Méatchi, als geflüchteter Chef der togoischen Juvento-Opposition, im Exil zum „engen Freund“ Nkrumahs geworden. Auf dem Höhepunkt der Spannungen wurden die Grenzübergänge zwischen den
beiden Staaten geschlossen, es drohte ein bewaffneter Konflikt, den das kleinere Togo nicht überstanden hätte, wäre nicht umgehend massiver Druck seitens der Nachbarstaaten (Monrovia-Gruppe) auf Ghana ausgeübt worden.
Während seiner Amtszeit bildete sich Unmut über die Bevorzugung der Bevölkerungsgruppen aus dem Süden des Landes sowie unter 676 aus dem Algerienkrieg zurückkehrenden Söldnern, die aus der französischen Armee entlassen worden waren. Die ehemaligen Söldner rekrutierten sich hauptsächlich aus der nördlichen Bevölkerungsgruppe der Kabiyé und forderten eine Einstellung in die togoische Armee, die Olympio angesichts der knappen Staatsmittel und der versprochenen UN-Intervention im Falle einer Auseinandersetzung mit dem benachbarten Ghana, verweigerte. Olympio hatte in dieser Zeit bereits drei Attentatsversuche (im Mai und Dezember 1961 und im Januar 1962) überlebt. Am Morgen des 13. Januar 1963 kam es zu einem Putsch einer Söldnergruppe unter Führung von Emmanuel Bodjollé, bei dem Olympio ermordet wurde. Sylvanus Olympio war damit der erste Präsident eines im 20. Jahrhundert in die Unabhängigkeit entlassenen afrikanischen Staates, der in seiner Amtszeit ermordet wurde.

## Folgen
Die Bluttat hatte den Ausnahmezustand in Togo zur Folge und löste intensive diplomatische Reaktionen der Nachbarstaaten aus, die eine militärische Eskalation und Annexion Togos verhindern sollte. Nigerias Außenminister Jaja Wachuku war für eine genaue Untersuchung und orakelte bereits, die Tat sei vom Ausland her organisiert und finanziert worden. Daher berief er elf Tage nach dem Attentat die Konferenz der Monrovia-Staaten ein. Zu den dreitägigen Beratungen wurden auch die Vertreter der Putschisten (Togoische Revolutionsregierung) sowie die Anhänger des ermordeten Präsidenten geladen.
Provisorischer Regierungschef wurde der aus Dahomey heimgekehrte Nicolas Grunitzky, verfeindeter Schwager des ermordeten Olympio und Sohn eines deutsch-polnischen Kaufmannes. Antoine Méatchi, der vormalige togoische Agrarminister, war somit, trotz ghanaischer Unterstützung, ein weiterer Verlierer im Machtpoker um das Präsidentenamt.
Die „Monrovia-Gruppe“ der OAU (Äthiopien, Dahomey, Gabun, Elfenbeinküste, Kongo-Léopoldville, Kongo-Brazzaville, Liberia, Madagaskar, Mauretanien, Nigeria, Obervolta, Senegal, Sierra Leone, Somalia, Tanganjika, Togo, Tschad, Zentralafrikanische Republik und Kamerun) forderte:
- die Bestrafung der Mörder
- die Freilassung aller politischen Häftlinge
- die Wiedereinführung demokratischer Zustände in Togo

Auch wurde auf die soziale Lage der in Togo befindlichen ghanaischen Flüchtlinge hingewiesen und die Gewährung von Asyl angefordert. Die Gruppe der Putschisten hatte bereits ein wichtiges Ziel erreicht: der provisorische Regierungschef Grunitzky hatte als eine der ersten Entscheidungen zugestimmt, die togoische Armee auf Bataillonsstärke aufzufüllen.

## Sonstiges
Sylvanus Olympios Sohn Gilchrist Olympio ist derzeit einer der prominentesten Oppositionsführer des Landes.